# UFO (phim 1956)
UFO (tên đầy đủ: Unidentified Flying Objects: The True Story of Flying Saucers, tạm dịch: Vật thể bay không xác định: Câu chuyện có thật về những chiếc đĩa bay) là một bộ phim bán tài liệu năm 1956 kể về sự phát triển của hiện tượng UFO tại nước Mỹ. Những đoạn clip từ phim tài liệu này thường được sử dụng trong các bộ phim tài liệu UFO khác và tập phim truyền hình liên quan đến UFO.